# 徐泰時
徐泰時（1540年—1598年），中進士前名徐三錫，字大來，號漁浦，直隸蘇州府長洲縣人，民籍，明朝政治人物。蘇州留園的開創者。

## 生平

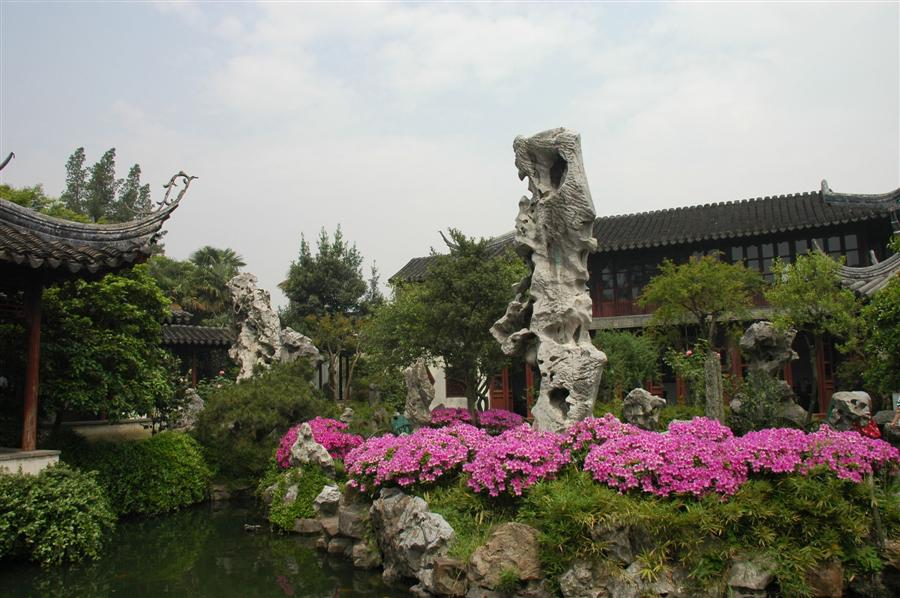
今日留园中的名石“冠云峰”

嘉靖四十三年（1564年）甲子科應天鄉試第十名舉人，萬曆八年（1580年）庚辰科二甲第四十一名進士。刑部觀政，十年授工部營繕司主事，主持慈寧宮修復工程，十三年擢升郎中。十六年升光禄寺少卿，仍管营缮司事，本年升官至太僕寺少卿，仍管营缮司事，十七年回籍。二十一年京察闲住，卒。
徐泰時性敢直言，萬曆十七年（1589年）“旨令回籍聽勘”，返回長洲閶門外下塘花步里家中，“不問戶外，益治園圃”。在曾祖徐朴別業的基礎上開創東園，即留園的前身。

## 家族
曾祖徐朴；祖父徐燿，贈刑部主事；父徐履祥，尚寶司少卿。母張氏（封孺人）。